# Asociación Pro Derechos de la Mujer
La Asociación Pro Derechos de la Mujer fue fundada en 1919 en Argentina por Elvira Rawson junto con Adelia Di Carlo, Emma Day y Alfonsina Storni. La institución reclamaba la igualdad de derechos en lo jurídico y político.
La Asociación desarrolló acciones para lograr el voto femenino en Argentina, la participación en puestos directivos en el área educativa, leyes protectoras de la maternidad y la posibilidad para que las mujeres puedan elegir a sus gobernantes como ser elegidas. Además, promovió la Ley 11.317 de Protección a la Mujer Trabajadora, que establecía entre otras cosas la prohibición del trabajo nocturno.